# Argyractis terranea
Argyractis terranea là một loài bướm đêm trong họ Crambidae.